# Vad händer…?
Vad händer…? är en svensk kortfilm från 1979 i regi av Jan Halldoff.

## Rollista
- Per Ragnar
- Thomas Hellberg
- June Carlsson
- Per Oscarsson
- Gurli Svedlund
- Staffan Ekdahl
- Björn Skifs
- Tönu Nilsson
- Kjell Jansson
- Joakim Strömholm
- Björn Malmeström

### Fotnoter
1. ↑  ”Vad händer…?”. Svensk Filmdatabas. http://www.sfi.se/sv/svensk-filmdatabas/Item/?type=MOVIE&itemid=35380. Läst 2 juli 2012.